# Pavlína Jíšová

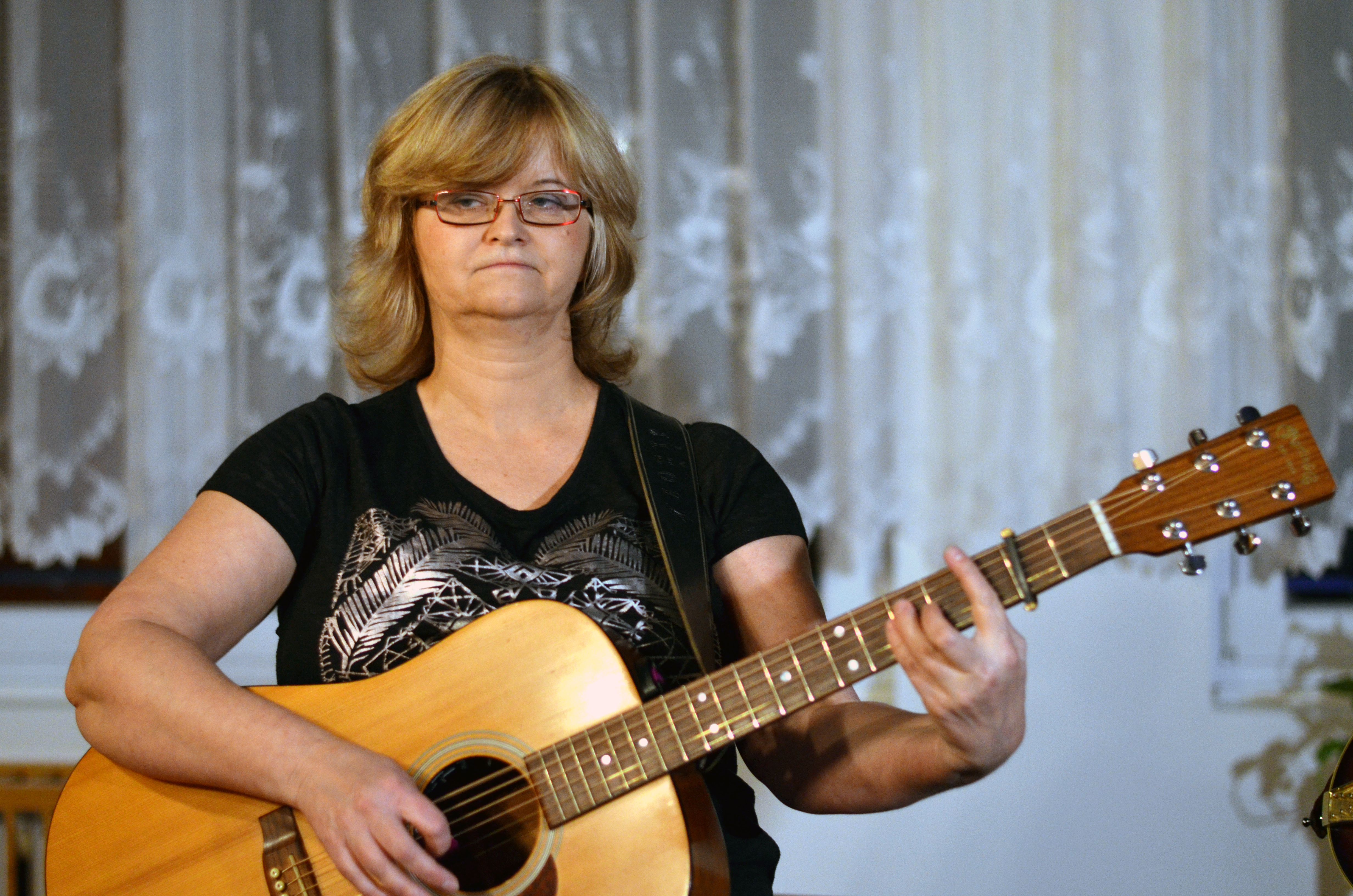
Pavlína Jíšová

Pavlína Jíšová (* 21. September 1962, in České Budějovice) ist eine tschechische Folk- und Country-Sängerin.

## Leben
Pavlína Jíšová hat an der Pädagogischen Fakultät in České Budějovice ein Studium der Tschechischen Sprache und Musik absolviert. Mit der Gruppe SEM TAM hat sie zweimal die Porta in Pilsen gewonnen. Später sang sie in der Folkgruppe Žalman a spol., mit der sie zwei Alben aufgenommen hat, sie hat ebenfalls mit Minnesengři gesungen. In der Gruppe Žalman a spol. sang sie bis zur Geburt ihrer Tochter im Jahre 1990.
Zwischen 1991 und 2002 war Jíšová Sängerin der Gruppe Nezmaři. Sechsmal hintereinander wurde sie von der Zeitschrift Folk & Country zur Sängerin des Jahres gekürt. Im Jahr 2002 gründete sie ihre eigene Gruppe CS Band, seit 2007 Pavlína Jíšová a přátelé. In tschechischen Medien wird sie oft als Erste Dame des tschechischen Folks bezeichnet.

## Diskografie
- 1993 – Někdo jiný než jsem já
- 1995 – Druhá Tráva s Pavlínou Jíšovou
- 1998 – Pavlína Jíšová - CD extra
- 2001 – Láska je nádech
- 2003 – V proutěném křesle
- 2007 – Andělé jsou s námi
- 2009 – Blázen tančí dál